# King of Drag
King of Drag es un próximo programa de competencia de telerrealidad de drag que se estrenará en 2025 en el servicio de streaming LGBTQ+ estadounidense Revry. El programa será presentado por el drag king Murray Hill y será el primer programa de competencia drag que contará únicamente con drag kings.

## Trasfondo
Si bien los programas de competencia de telerrealidad basadas en artistas drag ganaron prominencia por primera vez después del estreno de RuPaul's Drag Race en 2009, no fue hasta 2018 con el programa de Nueva Zelanda House of Drag que un drag king apareció compitiendo en un programa de este tipo. Hugo Grrrl, quien apareció en la primera temporada de House of Drag, fue el primer drag king en competir y ganar un programa de competencia de drag. Al año siguiente, la tercera temporada de The Boulet Brothers' Dragula marcó la primera vez en que un programa de drag estadounidense contó con un drag king, Landon Cider, quien ganó la temporada. 
King of Drag se anunció en 2024 y está previsto que sea el primer programa de competencia de drag en contar con un elenco compuesto únicamente por drag kings.

## Producción
El programa se anunció por primera vez en diciembre de 2024 y se estrenará en Revry en 2025. Contará con ocho drag kings estadounidenses que competirán durante seis episodios por el título de Rey del Drag. También se anunció que el comediante y drag king estadounidense Murray Hill será el anfitrión de la serie, y anteriormente Hill presentó la competencia de cocina Drag Me To Dinner en 2023.
El casting para la serie se abrió en 2024 y cerrará el 5 de enero de 2025. El casting está abierto a "individuos de todas las edades, etnias, identidades de género y estilos de drag", incluyendo hombres trans, mujeres cisgénero, personas no binarias y más".

### Jurado
Los jueces invitados especiales aparecerán junto a un panel regular de jueces que incluye a: Gottmik, Sasha Velour, Tenderoni, Wang Newton y el cofundador de Revry, Damian Pelliccione.